# 에비스역 (효고현)
에비스역(일본어: 恵比須駅, えびすえき)은 일본 효고현 미키시에 있는 고베 전철 아오 선의 역이다. 역 번호는 KB51이다.

## 역사
- 1937년 12월 28일: 미키 전기철도의 히로노 골프조 마에 ~ 미키히가시구치 역(현, 미키우에노마루 역)까지 연장 개통으로 구루미역으로 영업 개시.
- 1939년 4월 1일: 에비스역으로 역명 변경.
- 1947년 1월 9일: 고베 아리마 전기철도와 미키 전기철도가 회사 합병하고 신아리미키 전기철도의 역이 됨.
- 2002년 3월 21일: 역사 개축.

## 역 구조
단선 승강장 1면 1선의 지평역이다. 승강장 유효 길이는 4량이다.
연선 광 네트워크에 접속된 역무 원격 시스템이 도입되었으며, 센터 역에서 자동 매표기, 자동 개찰기, 자동 정산기, TV카메라, 인터폰, 셔터가 원격 조작된다. 그래서, 역무원의 순회역으로, 구내 매점도 마련되지 않았지만 역 부근의 식당에서 기획 승차권 위탁 판매하고 있다.
2008년 11월경부터 자동 정산기에 의한 IC카드 충전 및 이력을 확인할 수 있게 되었다.

## 역 주변
본 역은 많은 공공 시설이 모여 있는 시빅 존의 관문이다. 한편, 유노야마 가도에 대표되는 낡은 거리도 남아 있다.
- 미키 시청
- 미키 시 문화 회관
- 종합 보건 복지 센터
- 미키 시 소방 본부
- 근로자 체육 센터
- 시민 체육관
- 근로 청소년 홈
- 미키 시립 교육 센터
- 선 라이프 미키
- 미키 경찰서 오쓰카 파출소
- 미키 시립 미키 유치원
- 미키 시립 미키 초등학교
- 미키 시립 미키히가시 중학교
- 미키 유노야마카도 우체국
- 핫토리 병원
- 미키야마 병원
- 효고 현립 미키야마 삼림공원
- 미키야마 종합공원
- 미키 스케이트 보드 파크
- 히라이야마 포도원
- 에비스 신사
- 이와쓰보 신사
- 유노야마 가도

## 인접역
| 고베 전철 아오 선         | 고베 전철 아오 선           | 고베 전철 아오 선             |
| ------------------------- | --------------------------- | ----------------------------- |
| KB50 시지미 신카이치 방면 | ■ 쾌속 ■ 급행 ■ 준급 ■ 보통 | 미키우에노마루 KB52 아오 방면 |